# Teodulf Orléanski
Teodulf Orléanski (750. – 18. prosinca 821.), biskup Orléansa od oko 798. do 818. godine, za vrijeme vladavine franačkih kraljeva Karla Velikog i Ludviga Pobožnog.  Smatra se jednom od ključnih ličnosti karolinške renesanse, odnosno važnom ličnosti za brojne crkvene reforme iz Karlovog doba, te kao najvjerojatniji autor Libri Carolini. Poznat je i po kapelici sagrađenoj u njegovoj vili u Germigny-des-Présu, gdje je stvoren mozaik oko godine 806. godine.

## Napomene
1. ↑  Dodwell,49